# John Hoyt
John Hoyt (* 5. Oktober 1905 in Bronxville; † 15. September 1991 in Santa Cruz) war ein US-amerikanischer Film-, Theater und Fernsehschauspieler sowie Drehbuchautor.

## Leben und Karriere
Hoyt wurde als John McArthur Hoysradt geboren. Er studierte Geschichte an der Yale University in New Haven, Connecticut. Dort legt er einen Bachelor of Arts und einen Master of Arts ab. Nach seinem Abschluss arbeitete er zwei Jahre als Dozent für Geschichte und Lehrer an der Groton School in Massachusetts.
Erste Engagements als Schauspieler hatte er bei lokalen Theatergruppen. Hoyt begann seine Filmkarriere unter seinem Geburtsnamen, kürzte diesen aber bald auf Hoyt. Ab 1945 trat er ausschließlich unter dem Namen Hoyt auf.
Hoyt absolvierte 1931 in dem Theaterstück Overture von William Bolitho sein Debüt am Broadway. Er spielte auch in Alien Corn (1932) und 1936 in The Ziegfeld Follies an der Seite von Bob Hope, Josephine Baker und Fanny Brice. Außerdem trat er, im Anschluss an die Theateraufführungen, häufig als Comedian in Nachtclubs auf, wo er berühmte Entertainer imitierte. Durch seine Imitation von Noël Coward wurde er für die ursprüngliche Besetzung der Komödie Der Ehrengast (The Man Who Came to Dinner) von Moss Hart und George Simon Kaufman ausgewählt, wo er 1939–1941 die Rolle des Beverley Carlton spielte, deren literarisches Vorbild Coward war.
Hoyt war von 1937 bis 1945 Ensemblemitglied am Mercury Theatre von Orson Welles. 1937 trat er dort an der Seite von Orson Welles als Decius Brutus in Julius Caesar von William Shakespeare auf. Hoyt spielte außerdem in Heartbreak House (1938) und in Schade, dass sie eine Hure ist (Tis Pity She's a Whore) von John Ford. 1945 ging er nach Hollywood, um sich seiner Filmkarriere zu widmen.
Er übernahm häufig Schurkenrollen in Filmen. Als profilierter Charakterdarsteller in über 75 Filmen spielte Hoyt oft Wissenschaftler, Aristokraten und andere Figuren, die Autorität ausstrahlen. Dazu gehörten auch mehrere verrückte Professoren. Sein Filmdebüt gab Hoyt 1946 in O.S.S., einem Kriegsdrama mit Alan Ladd und Geraldine Fitzgerald. 1951 spielte er einen Industriellen in Der jüngste Tag (When Worlds Collide). In dem MGM-Film Julius Caesar nahm er die Rolle des Decius Brutus wieder auf, die er zuvor bereits in der Theaterproduktion 1937 mit Orson Welles übernommen hatte. Ebenfalls 1953 war er als Elijah in dem Bibelfilm Sins of Jezebel zu sehen. 1954 spielte er die Rolle von Talleyrand in dem Kostümfilm Désirée, in dem Marlon Brando und Jean Simmons seine Partner waren. In Roger Cormans Film Der Mann mit den Röntgenaugen war er 1963 zu sehen. Er hatte auch eine nichtpornografische Rolle in dem Soft-Porno Flesh Gordon (1974).
Hoyt hatte auch eine Reihe wichtiger Fernsehrollen. Dazu gehörte die Rolle des Großvaters in Gimme a Break! (1982–1987), mehrere Gastrollen in Ein Käfig voller Helden und die Rolle des Dr. Philip Boyce im ersten Star-Trek-Pilotfilm Der Käfig (The Cage) (1965). Hoyt hatte zwei Auftritte in der zweiten Staffel von The Twilight Zone, in den Episoden Will the Real Martian Please Stand Up und The Lateness of the Hour. In der The Monkees-Episode I Was a Teenage Monster (1967) spielte er die von Dr. Frankenstein inspirierte Rolle des Dr. Mendoza. Er stellte auch den KAOS-Agenten Conrad Bunny in der Episode Our Man in Toyland in der Comedyserie Mini-Max.
Hoyt war seit 1961 mit Dorothy Oltman Haveman verheiratet. Die Ehe hielt bis zu seinem Tod 1991. Er hatte einen Sohn und einen Stiefsohn. Hoyt starb im Alter von 85 Jahren an Lungenkrebs. Die Asche wurde seiner Ehefrau in Soquel übergeben.

## Filmografie (Auswahl)
- 1946: O.S.S.
- 1947: Detektiv mit kleinen Fehlern (My Favorite Brunette)
- 1947: Ehebruch (The Unfaithful)
- 1947: Zelle R 17 (Brute Force)
- 1948: Opium (To the Ends of the Earth)
- 1948: Winter Meeting
- 1949: Geheimaktion Carlotta (The Bribe)
- 1949: Spielfieber (The Lady Gambles)
- 1949: Die Menschenfalle (Trapped)
- 1949: Wenn meine Frau das wüßte (Everybody Does It)
- 1950: Gnadenlos gehetzt (The Lawless)
- 1950: Ins Leben entlassen (Outside the Wall)
- 1951: Auf Bewährung freigelassen (The Company She Keeps)
- 1951: Der Todesfelsen von Colorado (New Mexico)
- 1951: Quebec
- 1951: Lost Continent
- 1951: Der jüngste Tag (When Worlds Collide)
- 1951: Von Gier besessen (Inside Straight)
- 1952: Das schwarze Schloß (The Black Castle)
- 1952: Androkles und der Löwe (Androcles and the Lion)
- 1952: Hyänen der Unterwelt (Loan Shark)
- 1953: Julius Caesar
- 1953: Sins of Jezabel
- 1954: Der Schürzenjäger von Venedig (Casanova’s Big Night)
- 1954: Alt Heidelberg (The Student Prince)
- 1954: Désirée
- 1955: Geheimring 99 (The Big Combo)
- 1955: Die Saat der Gewalt (Blackboard Jungle)
- 1955: Das Schloß im Schatten (Moonfleet)
- 1955: Das Komplott (Trial)
- 1956: Mein Engel und Ich (Forever, Darling)
- 1956: Der Eroberer (The Conqueror)
- 1956: Death of a Scoundrel
- 1957: Telephone Time
- 1957: So enden sie alle (Baby Face Nelson)
- 1958: Attack of the Puppet People
- 1959: Barfuß in die Ewigkeit (Never So Few)
- 1960: Spartacus
- 1962: Durchbruch auf Befehl (Merrill's Marauders)
- 1963: Cleopatra
- 1963: Der Mann mit den Röntgenaugen (X)
- 1964: The Glass Cage
- 1964: 2071: Mutan-Bestien gegen Roboter (The Time Travelers)
- 1965: Star Trek: Der Käfig (The Cage) (Fernsehserie, 1 Folge)
- 1965: Das Testament des Magiers (Two on a Guillotine)
- 1965: Duell in Diablo (Duel at Diablo)
- 1969: Ein Käfig voller Helden (Hogan's Heroes)
- 1974: Flesh Gordon (Flesh Gordon)
- 1979: Kampfstern Galactica (Battlestar Galactica)
- 1982–1987: Gimme a Break!
- 1985: Susan … verzweifelt gesucht (Desperately Seeking Susan)